# 清华大学水力实验馆

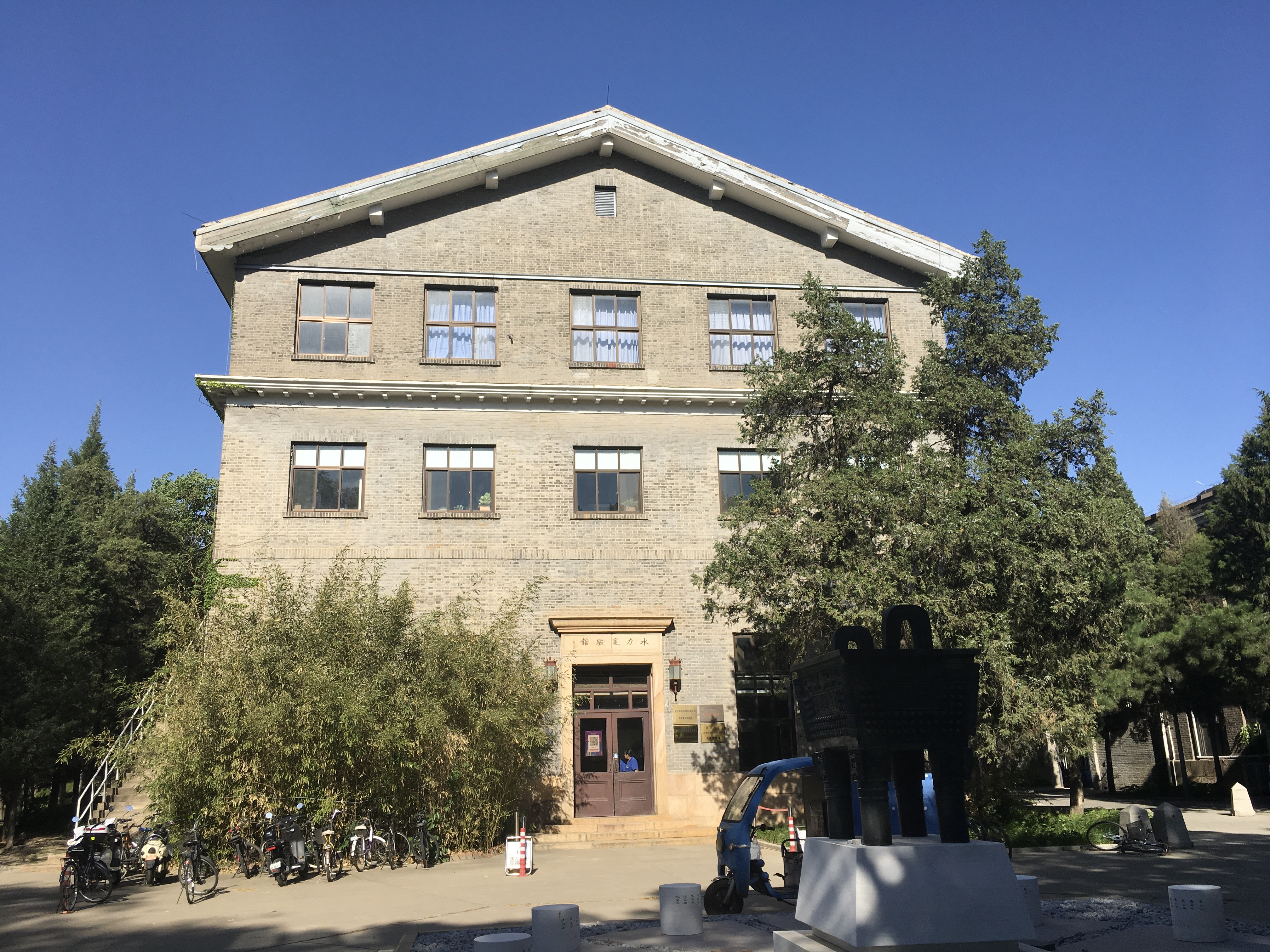
清華大學水力實驗館

清华大学水力实验馆，又稱舊水利館，簡稱舊水，是清華大學土木工程系的實驗室，建於1932至1934年。舊水初建時為2層，是仿照德國大學實驗室而成的，在當年被稱為「中國第一水工實驗所」。舊水利館的館題題字是水利學家李儀祉手跡。
1952年，舊水利館加蓋三層，做為普通教室。1955年改建，一樓作為水利實驗室，並增加許多實驗設備；二樓作為土力學實驗室。
2019年，舊水利館被北京市政府列為北京市第一批历史建筑。